# Бангладеш на Паралимпийских играх
Бангладеш на Паралимпийских играх впервые принял участие в 2004 году на летних Играх в Афинах, и с тех пор принимает участие на всех летних Играх (за исключением Игр 2012 и 2016 годов). На зимних Играх Бангладеш участия пока не принимал. Медалей на Играх команды Бангладеш пока не завоевали.